# Armando Mendz
Armando Mendz é um diretor brasileiro.

## Biografia
- Em 1999, foi o diretor do premiado documentário “Água Benta, Fé Ardente; Água Ardente, Fé Benta”.[1]
- Em 1999, foi o diretor do premiado documentário “Secos & Molhados”.[2]
- Em 2003 ganhou o Prêmio ABERJE de Melhor Vídeo de Comunicação Externa do Brasil por um documentário realizado para a COPASA.
- Em 2007, foi o coordenador geral do documentário Descaminhos.[3]
- Ainda em 2007, foi montador do longa-metragem “5 Frações de uma Quase História”  (dirigiu o episódio “A Liberdade de Akim”).[2]
- Em 2009, dirigiu a série de TV "Nos Braços da Viola", da TV Brasil.[2]
- Em 2016, foi diretor do documentário "Holocausto Brasileiro" juntamente com Daniela Arbex.

Entre Dezembro de 2010 e Abril de 2013 foi diretor geral da TV FIAT.